# 志發島
志發島（日语：／ Shibotsu tō */?）或绿島（俄語：остров Зелёный），面積約45平方（17平方英里），是日俄爭議領土齒舞群島的最大島嶼。現為俄羅斯控制，屬薩哈林州管轄；日本聲稱對該島擁有主權，要求俄羅斯將包括該島在內的北方四島（南千岛群岛）歸還日本，属北海道根室支廳。目前俄羅斯在此島配置了少量沿岸警察，隸屬於俄羅斯遠東萨哈林州的邊防警衛隊。

## 名称
日本名「志發」来源于阿伊努语「シペ・オッ（sipe-ot-i）」，意为「鲑鱼群所在的地方」。战前别名盐津島（塩津島）。1947年10月15日，在1946年千岛考察队参与者建议下.，俄罗斯联邦最高苏维埃主席团发布了《关于重新命名萨哈林岛地区定居点的命令》，将该岛命名为1739年，由马丁·斯庞贝里指挥的第二次堪察加探险队的一支分队发现时的命名。

## 历史
1739年，马丁·斯庞贝里指挥的探险队第二次堪察加探险队发现了它。
岛上周围没有树，周长十余里，东南是沙滩，东北是沼泽。

——《虾夷日志》
1799年，阿伊努人中的ネモロ人和アッケシ人都存在岛上，附近是アッケシ人的渔场。自1855年起岛受日本管辖，1869年改隶北海道。岛上有日本平民，主要从事渔业和海洋经济。最后一次日本组织的人口普查显示岛民有2,149人。1945年9月3日，420名日军士兵和军官不战而降，岛为苏联占领。
1946年2月2日，根据苏联武装部队主席团令，千岛群岛与南萨哈林岛一起被划入建制的南萨哈林州，作为哈巴罗夫斯克边疆区的一部分。1947年1月2日成为新成立的萨哈林州的一部分。至1954年12月，岛上有了村委会，有一所占地152平方公里的学校。幼儿园1栋，住宅楼33栋，总面积1622平方米。一个有电影摊位、舞台和设备的俱乐部。主要住房仍然是日本人建造的，有一栋俄罗斯建造的房屋，第二栋七套公寓的房屋正在建设中。1956年，苏联准备将南千岛群岛一部移交给日本以换取缔结和平条约声明后，苏联当局开始准备移交这些领土和水域给日本。南千岛群岛中的一部人口被匆忙疏散，村委会被废除。旧时日本人墓地被保留下来，1969年，日本人扫墓者登岛扫墓。1983年4月4日，6架美国 A-7 型飞机进入苏联领空2至30公里深，对岛上领土模拟轰炸。现在岛上设有边境哨所，控制邻近水域。
2004年，俄罗斯作为苏联继承国承认1956年苏日宣言的存在，其中包括准备将色丹岛和齿舞群岛移交给日本的条款，并宣布准备进行领土谈判以日本为基础。2012年，岛被纳入日本公民与南千岛群岛居民之间的免签证交流计划，计划自1998年以来一直存在。2022年9月3日，俄罗斯取消了日本公民访问南千岛群岛的简化制度。